# Philotheca acrolopha
Philotheca acrolopha är en vinruteväxtart som beskrevs av Paul G. Wilson. Philotheca acrolopha ingår i släktet Philotheca och familjen vinruteväxter. Inga underarter finns listade i Catalogue of Life.